# Lets voetbalkampioenschap 1941
In 1941 werd het eerste voetbalseizoen gespeeld van de Letse SSR, voorheen was Letland onafhankelijk en speelden de clubs in de  Virslīga. Competitie Begon in juni 1941 maar werd onmiddellijk onderbroken toen Duitsland de oorlog begon tegen Sovjet-Unie.